# Лайферова, Марцела
Марцела Лайферова (словац. Marcela Laiferová; урождённая Кеблушкова (словац. Keblúšková); 14 июля 1945, Петровице) — словацкая певица.

## Биография
Родилась в Петровице в районе Бытка и была третьим ребёнком в семье, у неё были братья Эмиль и Павел. Когда ей было три месяца, семья переехала в Пружины в районе Поважска-Бистрица, где её отец владел обувным магазином. После развода мать Марцелы переехала с детьми в Прьевидзу. Она снова вышла замуж, и от этого брака родился сын Ладислав, также ставший известным музыкантом и сочинивший для сестры множество песен.
Училась в средней школе (ныне гимназия) в Прьевидзе. В годы учёбы начала выступать с ансамблем Милана Галлуса и стала популярна на местном уровне, однако её мать была против профессии комика.
После окончания школы она отправилась в Братиславу, где поступила на медицинский факультет Университета им. Я. А. Коменского (окончила в 1970 году). Взяв псевдоним Марцела Буйнова, начала выступать со студенческими ансамблями (например, в университетском общежитии в Горном парке), постепенно набирая популярность. В 1964 году вышла замуж за Ярослава Лайфера, который способствовал жанровому расширению репертуара певицы (пробудив её интерес к джазу). В 1965 году с ансамблем Браньо Гронца и Яной Белаковой записала первый большой хит — «Lampy už dávno zhasli» (Б. Гронец — А. Боуда), при этом в прессе того времени песню охарактеризовали как безнравственную и плохо влияющую на молодежь.
Она пела в Tatra revue, бывшем кабаре в Братиславе. В 1969 году она выступила на Братиславской лире в дуэте с Карелом Халом с песней «Jednou lásku mám», но оба исполнителя перепутали словацко-чешский текст, и песня провалилась. Сингл с этой песней долгое время оставался в первой десятке братиславского Supraphon. Позже песня была запрещена по идеологическим соображениям.
В 1970 году умер ее муж, Ярослав Лайфер. Лайферова столкнулась с вопросом, стоит ли участвовать на Братиславской лире. После разговора с Карелом Влахом (который записал ее первый альбом под названием Marcela, где были такие хиты, как «Пустой стол», «Запах меда», «Шумная фея»), она наконец исполнила песню «Слова» и в 1970 году получила Золотую братиславскую лиру. Она также исполнила песню «Слова» на немецком языке; она была выпущена в 1971 году на сингле Amiga, под названием «Worte». Она также была записана американским музыкантом Хербом Альпертом.
После этого успеха начались ее выступления не только на отечественных, но и на зарубежных сценах. Среди прочих, это был, например, фестиваль в Сопоте в 1970 году или фестиваль в Рио-де-Жанейро в 1970 году.
В дополнение к получению медицинского образования, когда в 1970 году она получила звание профессора философии, она также изучала музыковедение на факультете искусств.
В 1981 году она снова спела на Братиславской лире песню «На дороге» и завоевала с ней бронзу на международном конкурсе. В то время она также работала на Словконцерте. Например, она помогла Берцо Балогу, Отто Вайтеру, Ольге Заблацкой. Она продолжала петь даже в 80-е годы, но уже за границей.
В дополнение к подборке MC Гордая любовь, в 1995 году был выпущен альбом Рождество с Марцелой, а в 1997 году — компакт-диск с совершенно новыми песнями Хорошо со мной.
Позже были выпущены песни из мелодрам и мюзиклов под названием «Прикоснись к звездам», а также компакт-диск с воспоминаниями о ее полном творчестве — «Марцела — Выбор I», «Марцела Лайферова, 20 недель».
За ним следует альбом «Вчера и сегодня», выдержанный в современном ритме. Лайферова в сотрудничестве с Джими Цимбалом, Марианом Кахутом, Золтаном Тотом и Славой Соловицем продемонстрировала, что ей не чужды современные музыкальные тенденции.
В 2009 году Лайферова выпустила двойной альбом OPUS 100 edition, на котором были ремастированы ее пластинки Marcela Laiferová 69 и Marcela Laiferová 74.